# Хейкън
Окръг Хейкън (на английски: Haakon County) е окръг в щата Южна Дакота, Съединени американски щати. Площта му е 4732 km², а населението - 1943 души (2017). Административен център е град Филип.